# Ulrike Kramm
Ulrike I. Kramm ist eine deutsche Chemieprofessorin an der Technischen Universität Darmstadt. Ihre Forschung beschäftigt sich mit der Entwicklung und Charakterisierung von Metall-basierten Katalysatoren für Brennstoffzellen, CO2-Nutzung und solaren Brennstoffen.

## Studium und Ausbildung
Kramm studierte an der Westsächsischen Hochschule Zwickau. Ihre Diplomarbeit beschäftigte sich mit der Entwicklung von Stickstoff-dotiertem TiO2 für die photoelektrokatalytische Wasserspaltung. Sie forschte dazu am Hahn-Meitner-Institut. Ihre Promotion fertigte Kramm an der Technischen Universität Berlin an, wo sie pyrolysierte Eisenporphyrin-Elektrokatalysatoren untersuchte. Sie verbrachte anschließend Forschungsaufenthalte am Helmholtz-Zentrum Berlin, der BTU Cottbus und am INRS-EMT.

## Forschung und Karriere
Kramm leitet eine Forschungsgruppe an der Technischen Universität Darmstadt, die sich auf Katalysestudien fokussiert hat. Sie arbeitet an der Entwicklung neuartiger Katalysatormaterialien, welche die Energie-Effizienz chemischer Prozesse verbessern können. Ihre Arbeiten sind derzeit auf M-N-C-Katalysatoren, insbesondere Fe-N-C konzentriert. Fe-N-C-Katalysatoren sind fast so aktiv wie klassische Platin-Katalysatoren, jedoch sind die Eisen-basierten Systeme derzeit nicht stabil genug für den Einsatz in der Automobilindustrie.
Kramm ist auch Expertin für die Mössbauer-Spektroskopie. Diese Methode liefert detaillierte Informationen über Materialien, insbesondere zur chemischen Umgebung bestimmter Elemente, z. B. Eisen.

## Auszeichnungen
- 2019: Von Merck & Co.: Curious Mind Researcher Award[9]
- 2020: Von der DFG: den Heinz-Maier-Leibnitz-Preis[10]

## Ausgewählte Veröffentlichungen
- Frédéric Jaouen; Juan Herranz; Michel Lefèvre; et al. (1 August 2009). "Cross-laboratory experimental study of non-noble-metal electrocatalysts for the oxygen reduction reaction". ACS Applied Materials & Interfaces. 1 (8): 1623–1639. doi:10.1021/AM900219G.
- Ulrike I Kramm; Juan Herranz; Nicholas Larouche; et al. (24 July 2012). "Structure of the catalytic sites in Fe/N/C-catalysts for O2-reduction in PEM fuel cells". Physical Chemistry Chemical Physics. 14 (33): 11673–11688. doi:10.1039/C2CP41957B.
- Nastaran Ranjbar Sahraie; Ulrike I Kramm; Julian Steinberg; Yuanjian Zhang; Arne Thomas; Tobias Reier; Jens-Peter Paraknowitsch; Peter Strasser (21 October 2015). "Quantifying the density and utilization of active sites in non-precious metal oxygen electroreduction catalysts". Nature Communications. 6 (1): 8618. doi:10.1038/NCOMMS9618.